# János Göröcs
János Göröcs   (Gánt, 8 de maig de 1939 - Budapest, 23 de febrer de 2020) fou un futbolista hongarès de la dècada de 1960 i entrenador.
La major par de la seva carrera transcorregué a Újpesti Dózsa, però també jugà a Tatabányai Bányász. Fou internacional amb la selecció d'Hongria, amb la qual guanyà la medalla de bronze als Jocs Olímpics de 1960. També disputà la Copa del Món de futbol de 1962.